# Pedaliante
O Pedaliante foi uma aeronave de propulsão humana projetada e construída por Enea Bossi e Vittorio Bonomi e que é creditada por ter em 1936, realizado o primeiro voo com propulsão humana.

## História

### Início

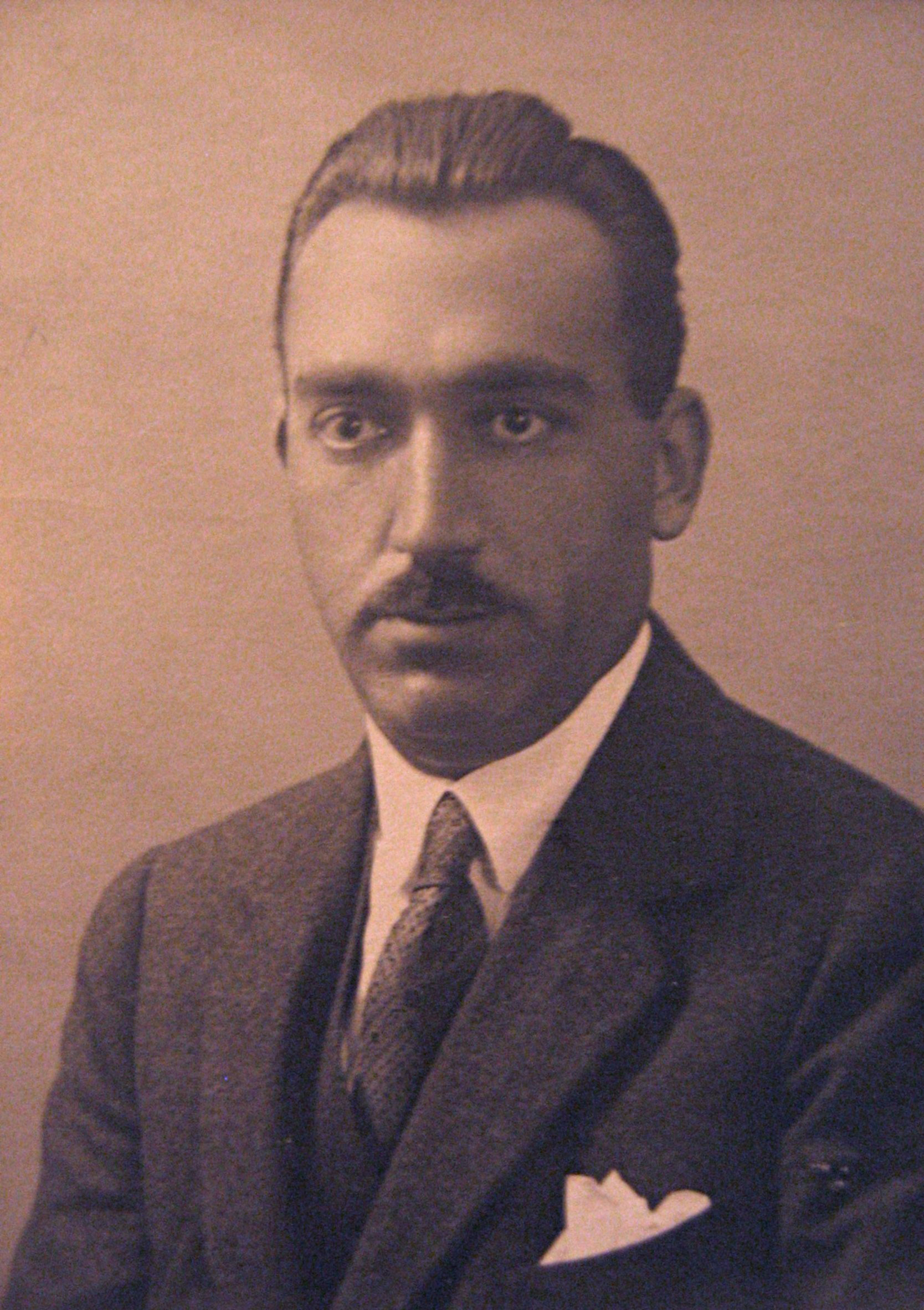
Enea Bossi - projectista do Pedaliante.

Em 1932, Enea Bossi soube de um avião que teria voado com um motor de apenas 0,75kW. Daqui, Bossi calculou a potência mínima para um veículo de tracção humana poder voar. O seu cálculo deu 0,70kW, o que o convenceu de que aeronaves de propulsão humana seriam possíveis. A Enea Bossi estaria associado o construtor Vittorio Bonomi, e depois o piloto, Emilio Casco. Foram candidatos a um prémio estabelecido pela sociedade alemã Frankfurt Polytechnische Gesellschaft a que acresciam 100 mil liras do governo italiano, para um voo de 1 quilómetro.

### Voos
Emilio Casco, um major do exército italiano e um forte ciclista, foi escolhido para pilotar o Pedaliante. Depois de várias semanas de treinos, no início de 1936, Casco descolou no Pedaliante e voou mais de 91 metros só com o seu pedalar, tornando-o no primeiro voo de propulsão humana. Há alguma contestação a que o voo pudesse ter sido conseguido por um ciclista vulgar, remetendo o sucesso à superior condição física de Emilio Casco.
Tal como com o projeto alemão HV-1 Mufli (Muskelkraft-Flugzeug), um aparelho de Helmut Hässler & Franz Villinger, que voou 712 metros em 1937 usando um cabo tenso como catapulta, também o Pedaliante usou o mesmo sistema de catapulta para conseguir um voo superior a 1000 metros em 18 de março de 1937.
Como a competição italiana não autorizava o lançamento por catapulta, o prémio do governo italiano nunca foi atribuído a Bossi.

### Especificações
Especificações do Pedaliante:
- Tripulação: 01
- Projetista: Enea Bossi
- Construtor: Vittorio Bonomi
- Exemplares construídos: 01
- Envergadura: 17m
- Superfície da asas: 23,4m2
- Hélices: 02 (2,25m diâmetro)
- Peso máximo na decolagem: 97Kg
- Velocidade máxima: 37km/h

### Consequências

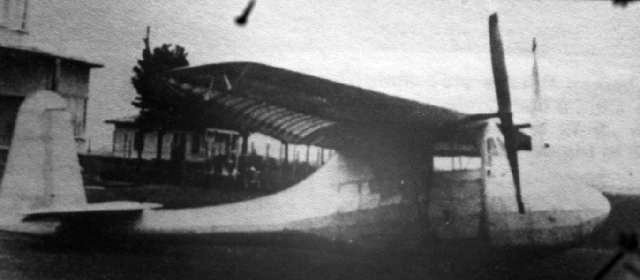
Pedaliante em 1937.

Após a Segunda Guerra Mundial estes voos experimentais foram largamente esquecidos, e quando regulamentaram de novo a competição, houve uma tendência de fazer esquecer ou desvalorizar estas proezas anteriores.
Por isso o Gossamer Condor é habitualmente visto como o primeiro aparelho de propulsão humana eficaz, e falar nas capacidades atléticas de Emilio Casco surge como estranha justificação para não incluir o Pedaliante como a primeira aeronave a voar apenas com propulsão humana, havendo outros candidatos desde o Gerhardt Cycleplane.